# وزارة رشيد عالي الكيلاني الأولى
حكومة رشيد عالي الكيلاني الأولى أو الوزارة الكيلانية الأولى هي ثاني حكومة عراقية بعد انضمام المملكة العراقية إلى عصبة الأمم.
خلفت هذه الوزارة وزارة ناجي شوكت واستمرت للفترة من 20 آذار 1933 إلى 9 أيلول 1933، حيث توفي الملك فيصل الأول في 8 أيلول 1933. تشكلت بعدها وزارة رشيد عالي الكيلاني الثانية، والتي حافظت على نفس التشكيلة.

## التشكيلة الوزارية
تكونت الوزارة من الوزراء أدناه:
- رئيس مجلس الوزراء: رشيد عالي الكيلاني
- وزير الداخلية: حكمت سليمان
- وزير المالية: ياسين الهاشمي
- وزير العدلية: محمد زكي البصري
- وزير الأشغال: رستم حيدر
- وزير الدفاع: جلال بابان
- وزير الخارجية: نوري السعيد
- وزير المعارف: عبد المهدي المنتفكي